# Wilhelm Schröder (Politiker, 1865)
Wilhelm Schröder (* 4. Februar 1865 in Bremen; † 17. September 1957 in Bremen) war ein Bremer Bürgerschaftsabgeordneter (SPD).

## Biografie
Schröder besuchte die Volksschule und erlernte den Beruf eines Malers und Lackierers. Von 1904 bis 1914 arbeitete er als Angestellter des Malerverbandes in Bremen. Danach war er wieder als Maler tätig.
Schröder wurde Mitglied der SPD und er war Mitglied in der Gewerkschaft. Ab 1887 war er gewerkschaftlicher Vertrauensmann bzw. Vorstandsmitglied des Maler-Fachvereins bzw. der Filiale des Maler- und Lackiererverbands in Bremen. In der Partei nahm er verschiedene Funktionen war.
Er war in der 14. bis 16. Wahlperiode von 1908 bis 1918 Mitglied der Bremischen Bürgerschaft und nach dem Ersten Weltkrieg 1919/1920 Mitglied in der verfassunggebenden Bremer Nationalversammlung.